# Vladímir Soloviov (filósofo)
Vladímir Serguéyevich Soloviov (del ruso: Владимир Сергеевич Соловьёв), también conocido con la transcripción de su nombre como Vladímir Soloviev (la trascripción que él mismo usó en sus trabajos o correspondencia escritos en francés o inglés), o Vladimiro Solovief (Moscú, 16 de enero de 1853 - íd., 31 de julio de 1900, de acuerdo al calendario juliano) fue un filósofo, teólogo, poeta, escritor y crítico literario ruso.

## Biografía y pensamiento
Su abuelo paterno fue sacerdote ortodoxo y profesor de religión; su padre, Serguéi Soloviov (1820-1879), fue profesor de historia en la Universidad de Moscú y autor de una monumental Historia de Rusia desde la época más antigua en 29 volúmenes. La madre, Poliksena Vladímirovna (Románova era su apellido de soltera), procedía de una familia ucraniana, y estaba emparentada con el filósofo Grigori S. Skovorodá. Por el mismo lado materno, la familia tenía también ascendencia polaca. Vladímir fue el cuarto hijo de doce que tuvieron sus padres (solo sobrevivirían ocho). Los primeros años de este pensador, así como su juventud, transcurrieron sobre todo en Moscú y en la hacienda familiar de Pokróvskoe, cerca de la capital.
Con tan solo nueve años tuvo ya su primera visión de una mujer «inundada de azul dorado». Más tarde reconocería en ella a la sabiduría divina, la Sophía. 
En 1864 se inscribe en el Quinto Gymnasium Humanista de Moscú, donde realiza sus primeros estudios. Durante unos años, entre los 13 y los 18, pasa por una profunda crisis religiosa, que lo acerca a una cierta especie de ateísmo nihilista.
Superada brillantemente la prueba de madurez, en 1869 ingresa en la universidad. Comienza estudios en la facultad de historia y filología, pasa después un tiempo en la facultad de física y matemáticas y vuelve finalmente a las humanidades, que era lo que más le interesaba. Entre sus primeras lecturas filosóficas destacan Platón y Spinoza, así como Kant, Kuno Fischer, Hegel, Feuerbach y Eduard von Hartmann. Progresivamente, también, se produce durante estos años la evolución religiosa que lo llevará de nuevo al cristianismo, aunque muy mezclado inicialmente con especulaciones místicas y esotéricas (lee también durante estos años, y entre otros, las obras de Böhme, Leibniz, Swedenborg y el primer romanticismo alemán).
En 1873 comienza a trabajar en su disertación magistral, «La crisis de la filosofía occidental. Contra los positivistas», que es publicada en 1874. Durante ese mismo curso académico asiste también a las lecciones de la Academia Eclesiástica, donde se inicia en el conocimiento de la patrística y la teología ortodoxa en general, en el neoplatonismo y en la filosofía de Schelling. Con la defensa en San Petersburgo de la mencionada disertación magistral, se gana el apoyo de los círculos eslavófilos conservadores y el rechazo de los círculos liberales occidentalistas. Ingresa a continuación como docente en la Universidad de Moscú. En esta época comienza también su producción poética, que se prolongará hasta su muerte. 
En 1875, Soloviov emprende un viaje de estudios que lo llevará, pasando por Varsovia y Berlín, hasta Londres y, de aquí, a El Cairo; después, ya en 1876, irá a Sorrento (Italia), donde escribirá el diálogo esotérico Sophía. Tras una breve estancia en París, vuelve a Moscú, donde se reincorpora a la universidad. Es importante este viaje, porque fue entonces, concretamente durante los días de investigación en el British Museum de Londres, cuando experimenta la gran visión de la sabiduría (Sophía) que tan definitivamente marcaría todo su desarrollo posterior. De hecho, su marcha a Egipto tuvo que ver con este acontecimiento. En el desierto renovará su visión y, de vuelta a Italia junto con su amigo Tsertélev, escribirá el diálogo antes mencionado, una de las obras más herméticas de Soloviov que, afortunadamente, nunca llegaría a publicar (le habría costado la hostilidad de los círculos que tan bien habían recibido su disertación magistral y, además, difícilmente él mismo habría podido aceptar y justificar años después el aire esotérico, medio gnóstico medio místico, de esas páginas).
En el año 1876 es preciso tener presente otro encuentro importante para la vida y la obra (sobre todo poética) de Soloviov: conoce a Sophía Petrovna Jitrovó, de soltera Bajmétieva, esposa de un diplomático, en la cual Soloviov presentirá, encarnada en su concreta feminidad, la claridad de la Sophía eterna (véase Sofiología). Sin duda, se trata de la relación amorosa más importante de la vida de nuestro autor: sufrirá mucho, sobre todo por tratarse de una mujer casada, y su pasión no entrará en una fase de relativa paz interior hasta diez años después.
Durante 1877 trabaja en dos obras importantes, «Los principios filosóficos de un conocimiento integral», que deja inacabada, y la tesis doctoral «Crítica de los principios abstractos», que completará en 1880. Junto con la «Crisis de la filosofía occidental», estos libros constituyen un tríptico gnoseológico importante de la primera época de Soloviov: contra las formas unilaterales del saber, que él ve representadas sobre todo en el pensamiento de la modernidad occidental (racionalismo y empirismo), consumada en el positivismo, Soloviov opone la necesidad de un pensamiento íntegro, ya presente ingenuamente en las grandes obras patrísticas y medievales, pero que él creerá necesario desarrollar «críticamente», liberando las grandes aportaciones de la modernidad de sus parcialidades y, a la vez, incorporándolas. Se trata de la base «formal» de aquello que Soloviov desplegará en parte, pero ambiciosamente, en sus «Lecciones sobre la divinohumanidad» de 1877-78, cima de la primera fase de su pensamiento (la fase teosófica).
Estas lecciones públicas sobre filosofía de la religión fueron impartidas al gran público por el joven profesor entre los meses de enero y abril de 1878 en San Petersburgo. Entre sus oyentes se encontraban muchos de los representantes más importantes del mundo cultural ruso, como Fiódor Dostoievski (quien quedó encantado y con el cual iniciará desde entonces una buena amistad) o Lev Tolstói (que las rechazó con disgusto y con el cual se establecería una relación de hostilidad mutua que duraría hasta la muerte de Soloviov). 
En el otoño de 1879 muere su padre. Parece ser éste el momento en que Soloviov abandona definitivamente su interés por los temas esotéricos que tanto había mezclado con sus sentimientos religiosos. Aun así, es evidente que algunos de estos temas, muy purificados, permanecerán por siempre integrados en su pensamiento. Parece, por otra parte, que es también en esta época (entre 1878 y 1880) que, de la mano de Dostoievski, conoce el inmenso libro «Filosofía de la causa común», de Nikolái Fiódorov - considerado el fundador del cosmismo ruso - que lee con entusiasmo, a pesar de sus dimensiones, en una sola noche y parte del día siguiente. 
En 1880, y después de la defensa de su tesis doctoral (Crítica de los principios abstractos), estabiliza provisionalmente su situación en la universidad, ahora la de San Petersburgo. Provisionalmente, porque al año siguiente deja motu proprio la docencia universitaria. Vale la pena mencionar algunos detalles adicionales: El 1 de marzo de 1881, el Zar Alejandro II fue asesinado por un grupo revolucionario; el día 28, en una lección pública, Soloviov pide a su sucesor, Alejandro III, que no se aplique la pena de muerte a los asesinos; al no recibir ninguna respuesta, Soloviov opta por presentar su dimisión y abandona la educación universitaria. Esta dimisión nunca le fue exigida por las autoridades, pero la incomodidad que su propio gesto causó en Soloviov (llegó a escribir una carta personal al monarca explicando sus razones) lo impulsó a dejar una carrera que, según su sobrino, tampoco nunca lo llegó a entusiasmar. En cualquier caso, y hasta su muerte, este «accidente» hizo que la situación económica de Soloviov fuera muy precaria. Vivirá en delante de sus limitados ingresos como escritor y, sin residencia fija, llevará una vida itinerante de hotel en hotel, pasando a menudo largas temporadas en las casas y las haciendas campestres de sus amigos. 
Dos acontecimientos importantes se suceden en 1881. A finales de enero muere Dostoievski. Soloviov pronuncia un discurso en su memoria, cosa que vuelve a hacer a comienzos de 1882 y 1883, en los dos primeros aniversarios de la muerte del novelista. Estos discursos son importantes para comprender la evolución espiritual de Soloviov, ya que reflejan de forma muy concreta los cambios que se producen en esta época, y que van ligados al segundo de los hechos de 1881: a finales de ese mismo año, Soloviov conoce al rabino Faivel Götz, quien lo introducirá en el hebreo, en la teología judía y, en general, en la cuestión del judaísmo. El tema del antisemitismo, así como el de los polacos (y, por tanto, el del catolicismo), se convertirá para Soloviov en la base desde la cual iniciará su distanciamiento de los eslavófilos «oficiales». En la actitud negativa de la Rusia zarista con respecto al judaísmo y con respecto a la autonomía polaca (y su catolicismo), Soloviov verá el principal «pecado» que impide a Rusia realizar su «idea», que no puede ser otra que la de dar al catolicismo un cuerpo secular, pero profundamente fiel al cristianismo, para realizar sin parcialidades ni coacciones una aproximación mundana del Reino de Dios (la «Libre Teocracia»). He aquí la esencia de la nueva etapa (la teocrática) del pensamiento de Soloviov.
Evidentemente, la «idea teocrática» de Soloviov se fundamenta en su convicción, que parece no abandonará en adelante, de la unidad profunda (mística) de las Iglesias latina (católica) y oriental (ortodoxa, sobre todo rusa). 
A partir de los años 1883-84, estará Soloviov intensivamente ocupado en las nuevas dimensiones de su obra. En los años sucesivos publicará algunos de los libros más importantes de la etapa teocrática: La gran controversia y la política cristiana (1883), El judaísmo y la cuestión cristiana (1884), El desarrollo dogmático de la Iglesia (1886), Historia y futuro de la teocracia (del cual solo se publicará un volumen y en el extranjero, a causa de la censura rusa, en el año 1887) y, sobre todo, Rusia y la Iglesia Universal (1889), escrita y publicada en francés. También en esta época conoce algunos personajes que tendrán un peso específico en los siguientes años: profundiza su reciente amistad con el poeta Afanasi Fet (1820-1892) y establece una fecunda relación con el obispo católico croata Josip Strossmayer (a partir de 1885). Este prelado, entusiasmado con los proyectos de Soloviov, llegará a hacerlos conocer al papa León XIII que, al parecer, respondió con realismo: «bella idea, ma fuor d’un miracolo è cosa impossibile». En 1891 el protoieréi (archipreste) Zúbov de la iglesia de la Santísima Trinidad de la Iglesia Ortodoxa Rusa en la localidad de Zúbovo le niega el acceso a los sacramentos por sus conocidas opiniones procatólicas. No obstante, Soloviov siguió confesándose y comulgando en otras ocasiones. En el año 1896 profesó solemnemente el Credo Tridentino (enviando el 16 de febrero su profesión de fe «católico-ortodoxa» al papa León XIII) y recibió la comunión de las manos del sacerdote griego-católico N. Tolstói, pero sin considerarse a sí un converso, sino también un fiel a la fe ortodoxa. De hecho, antes de la muerte (18 de julio) se confesó con un sacerdote ortodoxo y recibió la comunión de sus manos. El entierro, que se celebró el día 3 de agosto, tuvo lugar en la iglesia universitaria ortodoxa de Santa Tatiana. En la lápida de su tumba se colocaron dos iconos: uno de la Virgen de Kazán y otro de la Virgen Ostrobramska (Our Lady of the Gate of Dawn).
Hasta aquí se han repasado dos de las cuatro grandes fases o períodos del pensamiento de Soloviov:
a. El período teosófico (1873-82). El acento se coloca en el pensamiento, es decir, en la elaboración especulativa de la idea de la unidad integral de todas las cosas. Los temas básicos de esta integración son el de la unitotalidad, el de la Sophía (Sabiduría) y el de la Teandria (literalmente «divinohumanidad»).
b. El período teocrático (1883-89). La unificación de todas las cosas en la divinohumanidad no puede quedar en una mera idea, sino que ha de realizarse concretamente en la historia, en la carne de las relaciones sociales y políticas de la humanidad. Los temas de la etapa anterior, por tanto, no pierden su vigencia, sino al contrario, la amplían al terreno de la praxis. 
Las dos fases restantes son:
c. El período teúrgico (1889-99). La realidad de las escisiones mundanas, trágicamente visible aún y sobre todo en la división de las Iglesias, que no parece tener una solución inmediata, impulsa a Soloviov a centrarse principalmente en las realizaciones parciales y particulares de la unidad divino-humana que, a su parecer, tienen lugar en el amor y en el arte (teúrgicamente concebidos).
d. El período apocalíptico (1899-1900). El imperativo, sin embargo, de que aquella integración se lleve a cabo plenamente, como también la creciente conciencia por parte de nuestro autor de la imposibilidad de su realización histórica, hacen que Soloviov quede convencido cada vez más del carácter escatológico y transhistórico que, para el cristianismo, tiene aquella plenitud, así como del combate radical que la Iglesia ha de sobrellevar con tal fin en este mundo contra el espíritu del mal.

## Influencia
La influencia de Soloviov se encuentra presente en los escritos de los simbolistas y de los neo-idealistas de la última era Soviética. Su libro El sentido del amor es una de las fuentes filosóficas de las obras de León Tolstói de la década de 1880, La sonata a Kreutzer (1889). Asimismo en la novela Doctor Zhivago (1957), Borís Pasternak describe a los jóvenes amigos Yuri Zhivago, Misha Gordón y Tonia Gromeko como "una triple alianza nutrida por la lectura y relectura de El sentido del amor y La sonata a Kreutzer".
Soloviov fue una influencia en la filosofía religiosa de Nikolái Berdiáyev, Serguéi Bulgákov, Pável Florenski, Nikolái Losski, Semión Frank (Semyon Frank), en las ideas de Rudolf Steiner y también en la poética y la teoría del simbolismo ruso, tal como en Andréi Bely, Aleksandr Blok, sobrino de Soloviov, y otros.
En Occidente, en la Iglesia católica, tuvo influencia en pensadores tradicionalistas como Osvaldo Lira o Leonardo Castellani.
Tal como suele sostenerse, Soloviov fue la inspiración que Fiódor Dostoyevski tuvo para el personaje de Aliosha Karamázov, de Los hermanos Karamázov.

## Citas
"Para cada cuestión humana, grande o pequeña, física o espiritual, ambas preguntas son igualmente importantes: ¿qué hacer y quién lo hace? Un mal trabajador o uno no preparado puede arruinar la mejor obra. El objeto de la obra y la calidad del hacedor están indisolublemente unidos entre sí en cada labor: allí donde esas dos facetas se disocian, no resulta ninguna obra auténtica. Entonces, la obra que se busca se desdobla. Por un lado, surge la imagen de un orden de vida ideal, se establece un determinado “ideal social”. Pero este ideal se asume como independiente de cualquier trabajo interior del propio hombre: consiste solo en algún orden económico y social de la vida determinado de antemano e impuesto desde afuera; por eso, todo lo que puede hacer el hombre para lograr este ideal externo se reduce a la eliminación de los impedimentos también externos para realizar ese ideal. De esta manera, el propio ideal se presenta exclusivamente en el futuro, pero en el presente, el hombre trata solo con aquello que contradice a ese ideal; y toda su actividad gira del ideal no existente a la destrucción del orden existente, y como este último es sostenido por la gente y la sociedad, toda esta obra se convierte en violencia contra la gente y la sociedad entera. De modo imperceptible, el ideal social se sustituye por la actividad antisocial. A la pregunta ¿qué hacer?, le sigue la respuesta clara y precisa: matar a todos los opositores del orden ideal del futuro, es decir, a todos los defensores del orden existente." [Tres discursos sobre Dostoievsky]
"La fuerza del espíritu que se manifiesta en el hombre se encuentra en relación directa con la fuerza de las bajas pasiones del alma que logran vencerse en uno mismo." [Mahoma. Su vida y su enseñanza religiosa]
"Cada extravío, al menos cada extravío del que valga la pena hablar, contiene en sí mismo una verdad indudable y tiene solo una desfiguración de esta verdad de mayor o menor profundidad. Por esa verdad, ese extravío se sostiene, por ella es atractivo y también por ella es peligroso, y a través de esa verdad solo puede ser bien comprendido, apreciado y definitivamente rechazado." ["La idea de superhombre"]
"Una sociedad fijada solo en un cuerpo puramente político, degenera necesariamente en un estado despótico, cualquiera que sea su forma de gobierno." [Rusia y la Iglesia Universal]

## Obras poéticas
- Tres citas (Tri svidania (poema), 1898)
- Versos (Stijotvoréniya, 1891-1900)
- Azucena blanca (Bélaya lilia (bufonada), 1893)

## Algunas obras filosóficas
- Сrisis de la filosofía occidental (su tesis de máster, 1874)
- Crítica de principios abstractos (1877-1880) (su tesis doctoral)
- Ciclo de conferencias sobre la humanidad de Díos (Chténiya o Bogochelovéchestve) (1878-1881)
- Las bases espirituales de la vida (1882-1884)
- La Russie et l'Eglise Universelle (Rusia y la Iglesia Universal) (1889)
- China y Europa (1890)
- El sentido del Amor (1892-1894)
- Justificación del bien (Biendicea) (1894 - 1897)
- Bizantismo y Rusia (1896)
- Tres conversaciones (1899-1900)